# حدود موريطنية

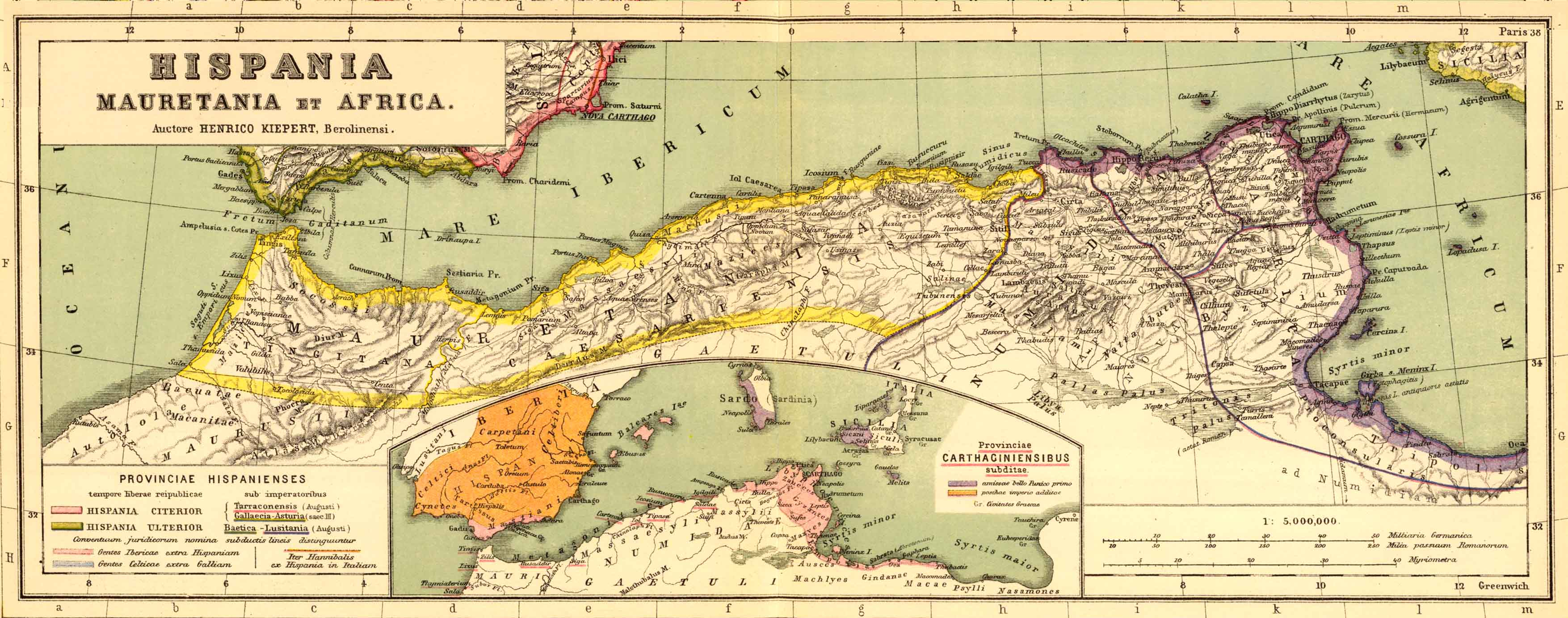
المقاطعات الرومانية في غرب إفريقيا الشمالية (القرن الأول الميلادي)

حدود موريطنية أو الليمس (بالإنجليزية: Limes Mauretaniae) كانت منطقة حدودية رومانية في أفريقيا وخط دفاع على بعد حوالي 100 كيلومتر جنوب مدينة الجزائر الحديثة، كان جزءًا من الشريط الحدودي الشمالي الإفريقي بين ساحل المحيط الأطلسي وحدود طرابلس (باللاتينية: Limes Tripolitanus).